# Războiul din Liban din 1982
Războiul din Liban din 1982 (în ebraică מלחמת לבנון הראשונה, Milhemet Levanon Harishona; în arabă الإجتياح, Al-ijtiyāḥ, „invazia”), denumit oficial de către Israel Operațiunea Pace pentru Galileea (în ebraică מבצע שלום הגליל, or מבצע של"ג Mivtsa Shlom HaGalil sau Mivtsa Sheleg), a început la 6 iunie 1982, când armata israeliană a invadat Libanul de Sud. Guvernul Israelului a lansat operațiunea militară în urma tentativei de asasinat comisă de Organizația Abu Nidal împotriva ambasadorului Israelului în Regatul Unit, Shlomo Argov.
După ce a atacat OEP, precum și forțele siriene, stângiste și musulmane libaneze, Israelul a ocupat sudul Libanului și a încercuit OEP și elemente din armata siriană. Înconjurate în vestul Beirutului și supuse bombardamentelor grele, forțele OEP și aliații lor au negociat retragerea din Liban cu ajutorul trimisului special Philip Habib și sub protecția forțelor internaționale de menținere a păcii.

## Context
După înființarea statului Israel și după conflictul arabo-israelian din 1948, Libanul a ajuns să găzduiască peste 110.000 de refugiați palestinieni care și-au părăsit casele din fosta Palestină. După înființarea sa în 1964 și după radicalizarea palestinienilor, ce a urmat Războiului de Șase Zile, OEP, pe atunci cu centrul în Iordania, a devenit o forță. Marele influx de palestinieni din Iordania de după „Septembrie Negru” a dus la un alt dezechilibru demografic în societatea libaneză, punând presiune pe instituțiile sale democratice înființate prin Pactul Național. Până în 1975, refugiații ajunseseră să numere peste 300.000 de persoane și OEP își crease efectiv un stat în stat, în mod deosebit în Libanul de Sud, care atunci juca un rol important în Războiul Civil Libanez. Din 1968 au avut loc violențe permanente în preajma graniței cu Libanul între Israel și OEP; ele au ajuns la un maxim în timpul Operațiunii Litani din 1978. După incursiune, s-a înființat Forța Interimară din Liban a ONU (UNIFIL), în urma adoptării în martie 1978 a rezoluției 425 a Consiliului de Securitate al ONU, prin care se confirma retragerea Israelului din Libanul de Sud, restaurarea păcii și securității internaționale, și se susținea guvernul Libanului în acțiunile sale de restaurare a autorității sale în acea zonă.
După îndeplinirea de către Israel a retragerii din peninsula Sinai în martie 1982, conform tratatului de pace israeliano-egiptean, guvernul israelian dominat de Likud a adoptat o atitudine mai fermă față de lumea arabă și a devenit mai agresiv.
Încă din 1976, Israelul susținea milițiile creștine libaneze în luptele lor sporadice împotriva OEP. În timpul Operațiunii Litani din 1978, Israelul a creat o zonă de securitate în Libanul de Sud pe un teritoriu locuit majoritar de creștini, și în care ajutau cu armament și cu pregătire militară milițiile creștine care aveau să se organizeze în cadrul Armatei Sud-Libaneze. Principalul partener al Israelului avea să fie Partidul Kataeb al maroniților, a cărui grupare paramilitară era condusă de Bashir Gemayel, o personalitate în ascensiune a vieții politice libaneze. Strategia lui Gemayel în prima parte a Războiului Civil Libanez era de a-i provoca pe sirieni să-i atace pe creștini, astfel încât Israelul să nu-i poată ignora. În 1978, Menahem Beghin a declarat că Israelul nu va permite un genocid împotriva creștinilor libanezi, refuzând însă momentan să intervină direct. Sute de combatanți voluntari libanezi au început să se pregătească în Israel, la Colegiul de Comandă și Ofițeri al armatei israeliene. Relația dintre Israel și maroniți a început să se transforme într-o alianță politico-strategică, cu membri ai guvernului israelian, cum ar fi Ariel Șaron, începând să conceapă un plan de instaurare a unui guvern creștin pro-israelian în Liban, întrucât se știa că Bashir dorea să înlăture OEP și refugiații palestinieni de pe teritoriul țării.

## Evenimente precursoare războiului
La 10 iulie 1981 au izbucnit violențe în sudul Libanului și în nordul Israelului. Israelul și-a reluat atacurile aeriene după ce Organizația pentru Eliberarea Palestinei (OEP) a început să tragă proiectile de artilerie către Israel. La 17 iulie 1981 Forțele Aeriene Israeliene au lansat un atac masiv asupra infrastructurii OEP din centrul Beirutului, atac soldat cu moartea a circa trei sute de persoane și rănirea a alte opt sute, multe dintre victime fiind civile. Armata israeliană a atacat pozițiile OEP din Libanul de Sud fără prea mare succes în a distruge tunurile și lansatoarele de rachete palestiniene. Strategia OEP, copiată după mai mulți ani de Hezbollah, consta din dispersarea artileriei și stocurilor de muniții pe suprafețe mari, ceea ce neutraliza în mare parte efectele artileriei și avioanelor israeliene mai puternice. Ca urmare, mii de cetățeni israelieni ce locuiau în preajma graniței libaneze s-au refugiat către sud. La 24 iulie 1981 trimisul special al Statelor Unite, Philip Habib, a mediat un acord de încetare a focului. Între iulie 1981 și iunie 1982 frontiera israeliano-libaneză s-a bucurat de o stare de liniște fără precedent după 1968.
Secretarul de Stat american Alexander Haig a transmis la 30 ianuarie 1982 președintelui Ronald Reagan un raport în care își exprima temerile că Israelul ar putea, la cea mai mică provocare, să declanșeze un război împotriva Libanului. La 21 aprilie 1982, după ce o mină antipersonal a ucis un ofițer israelian care vizita o poziție de artilerie a Armatei Sud-Libaneze din Taibe, Liban, Forțele Aeriene Israeliene au atacat orașul de coastă Damour, aflat sub control palestinian, și au ucis 23 de persoane. La 9 mai avioanele israeliene au început să atace din nou ținte din Liban. În aceeași zi, UNIFIL a observat tiruri de rachete dinspre pozițiile palestiniene din regiunea Tir către Israelul de Nord, dar niciun proiectil nu a lovit vreo localitate — ordinele erau să nu se tragă în localități. General-maiorul ghanez Erskine, șef al statului major al UNTSO a raportat secretarului general și Consiliului de Securitate al ONU (S/14789, S/15194) că între august 1981 și mai 1982, inclusiv, au existat 2096 de încălcări ale spațiului aerian libanez și 652 de încălcări ale apelor teritoriale libaneze. Au existat peste 240 de atacuri ale OEP asupra țintelor israeliene, iar Israelul le-a considerat încălcări ale acordului de încetare a focului. Libertatea de mișcare a personalului UNIFIL și a observatorilor UNTSO din cadrul enclavei au rămas restricționate din cauza acțiunilor grupărilor Amal și a Armatei Sud-Libaneze aflată sub conducerea maiorului Saad Haddad și având susținerea forțelor militare israeliene.

### Reacția internațională
Secretarul general al ONU, Kurt Waldheim a observat: „După mai multe săptămâni de relativă liniște în zonă, a început un nou ciclu de violențe și, în ultima săptămână, s-a intensificat constant.” El a mai declarat și: „au fost numeroase victime civile în Liban; au fost victime civile și în Israel. Deplâng profund gravele suferințe omenești cauzate de aceste evenimente.” Președintele Consiliului de Securitate al ONU, Ide Oumarou din Niger, și-a exprimat „profunda îngrijorare vis-a-vis de pierderile de vieți omenești și de scara distrugerilor cauzate de deplorabilele evenimente ce au loc de câteva zile în Liban”. Criticii secretarului american Haig l-au acuzat că a încurajat invazia israeliană a Libanului în iunie 1982. Haig neagă aceasta și afirmă că a cerut moderație. Reacția americană a fost să nu pună presiune exagerată asupra Israelului să se retragă din Liban întrucât prezența israeliană în Liban avea potențialul de a coagula grupurile disparate din Liban împotriva forțelor siriene și israeliene. Analiza lui Haig, acceptată și de Ronald Reagan, era că această unire a grupărilor libaneze avea să-i permită președintelui Elias Sarkis să reformeze guvernul central libanez și să acorde refugiaților palestinieni cetățenie libaneză.

### Cauza declanșatoare a conflictului
În iulie 1981, OEP a deschis un baraj de artilerie puternic și nediscriminatoriu, îndreptat împotriva fâșiei Galileea, cu rachete Katiușa și tunuri de 130 mm. Acest baraj a durat 10 zile și i-a forțat pe locuitorii din nordul Israelului să se ascundă sub pământ în adăposturi antiaeriene. Industria și comerțul s-au blocat. Reacția Israelului a fost dură și s-a convenit o încetare a focului la 24 iulie. În timpul acestui armistițiu însă, Israelul a înregistrat 240 de acțiuni teroriste comise de OEP împotriva țintelor israeliene, inclusiv asasinarea la Paris a unui diplomat israelian și tentative de pătrundere dinspre Iordania a unor unități OEP. La 3 iunie 1982, ambasadorul Israelului în Regatul Unit, Shlomo Argov a fost împușcat și rănit grav la Londra de teroriști din organizația Abu Nidal. OEP a negat complicitatea în acest atac, dar Israelul, pus în fața intensificării atacurilor împotriva intereselor sale atât din țară cât și din străinătate, a răspuns cu atacuri aeriene și de artilerie împotriva țintelor OEP din Liban. OEP a răspuns trăgând cu rachete înspre nordul Israelului cauzând pagube considerabile și câteva pierderi de vieți omenești. La 4 iunie, cabinetul israelian a hotărât să răspundă ferm la aceste provocări și a autorizat o invazie pe scară largă. Conform lui George Ball, un constant critic al Israelului, OEP ar fi respectat încetarea focului, iar Israelul ar fi continuat să caute „provocări recunoscute la nivel internațional” despre care secretarul american de stat Alexander Haig a spus că vor fi necesare pentru a obține susținerea americană pentru invadarea Libanului.

## Luptele

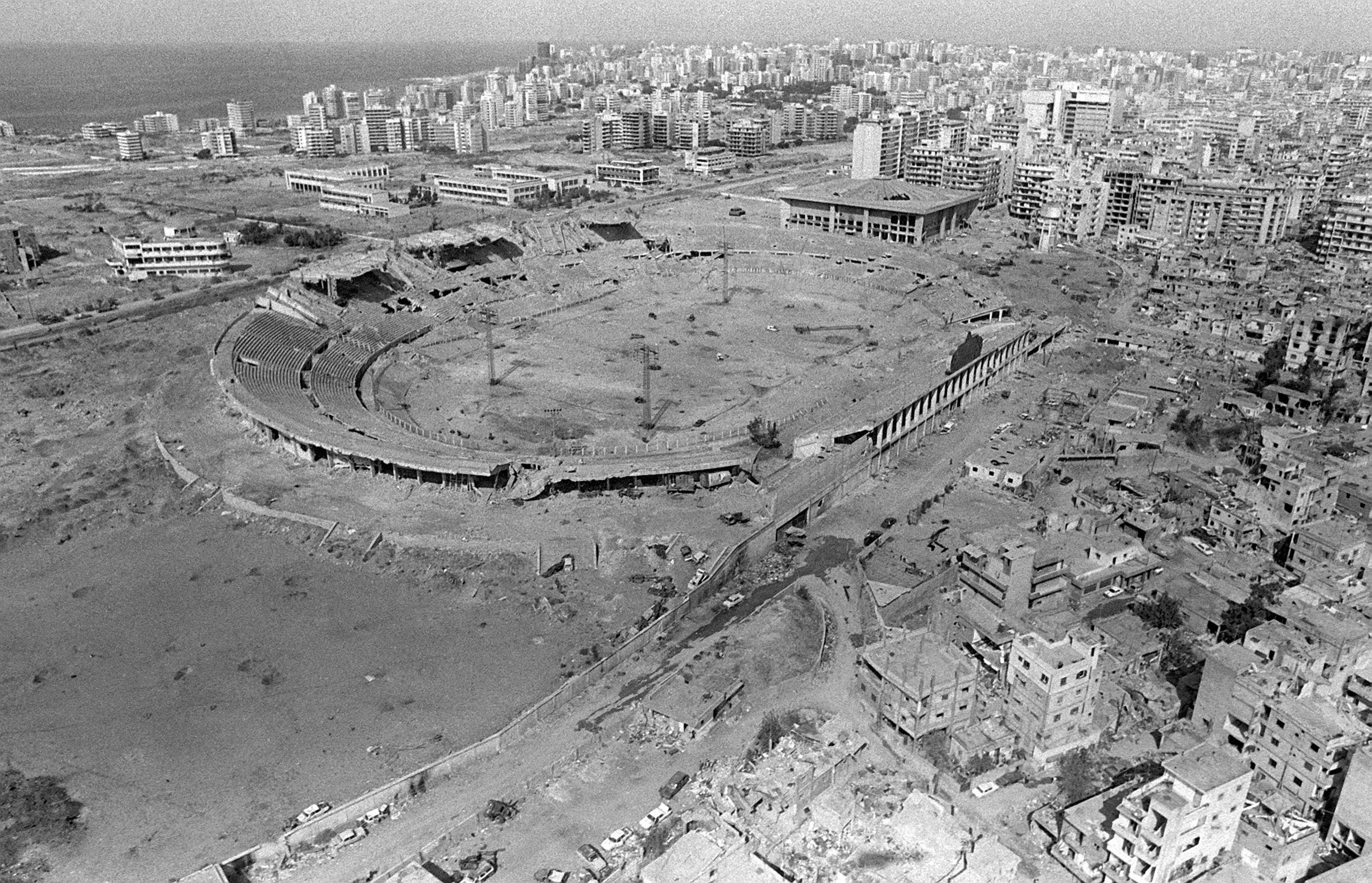
Vedere aeriană a stadionului folosit ca punct de aprovizionare pentru OEP, după bombardamentele israeliene din 1982.

La 6 iunie 1982, forțele israeliene conduse de ministrul apărării Ariel Șaron au invadat Libanul de Sud în cadrul „Operațiunii Pace pentru Galileea”.
Obiectivul asumat de Israel era acela de a înlătura forțele OEP de pe o fâșie de 40 km de la nord de graniță. Forțele israeliene au avansat din Libanul de Sud într-o ofensivă triplă. Au capturat poziții strategice în toată țara, unele dintre cele mai grele lupte având loc la castelul Beaufort, la Nabatieh, și în orașul Jezzine aflat sub control sirian. Într-o tentativă de a obține supremația aeriană și o mai mare libertate de mișcare, Forțele Aeriene Israeliene au lansat Operațiunea Coropișnița 19. În cursul acestei operațiuni, Forțele Aeriene Israeliene au obținut o victorie clară în fața sirienilor, doborând 29 de avioane siriene și distrugând între 17 și 19 baterii siriene antiaeriene, fără să sufere pierderi în luptele aer-aer. Un singur A-4 Skyhawk a fost pierdut din cauza tirului antiaerian la 6 iunie. Avioanele israeliene au lovit și ținte OEP din Beirut, iar vasele israeliene au bombardat drumurile de pe coastă pentru a întrerupe liniile de aprovizionare ale OEP. Forțele israeliene au înaintat până la orașul Sultan Yacoub deținut de sirieni. Acolo au fost încercuiți, dar au reușit să iasă din încercuire. Sultan Yacoub a rămas unul dintre puținele obiective neadjudecate de Israel în acest conflict. Ei au înaintat înspre Beirut. Pentru a tăia toate rutele de retragere ale OEP, marina israeliană a facilitat o debarcare amfibie de tancuri, blindate și parașutiști la nord de Sidon. Israelienii au ajuns curând la Beirut și erau hotărâți să îndepărteze OEP din Libanul de Sud. Tir și Sidon (marile orașe din Libanul de Sud, aflate încă în fâșia de 40 km) au suferit multe pierderi, iar capitala libaneză Beirut a fost bombardată de armata israeliană și de avioane timp de zece săptămâni, ucigând atât membri OEP cât și civili. Trupele israeliene au capturat Aeroportul Beirut și câteva suburbii ale orașului.

Însemn al Forţelor Aeriene Israeliene pentru avioanele ce au atacat bateriile de rachete sol-aer în războiul din Liban din 1982

Sovieticii au fost atât de tulburați de pierderile uriașe suferite de aliații lor încât l-au trimis pe secundul șefului forțelor de apărare aeriană în Siria pentru a examina cum de au putut câștiga israelienii în acest fel. Forțele Aeriene Israeliene au efectuat și atacuri la sol, distrugând majoritatea bateriilor antiaeriene siriene staționate în Liban. Avioanele Cobra au distrus zeci de blindate siriene, inclusiv unele tancuri moderne sovietice T-72. Acest conflict a fost locul debutului în luptă al tancului israelian Merkava, în fața tancurilor sovietice T-72. În aceste lupte, Merkava s-a dovedit superior lui T-72 distrugând mai multe exemplare fără a pierde vreun tanc. Fostul comandant al aviației Israelului, David Ivri, avea mai târziu să-și amintească o întâlnire cu un înalt oficial al Tratatului de la Varșovia, în care i s-a spus că superioritatea tehnologiei și tacticilor israeliene și americane în acest conflict a fost unul dintre factorii care au dus la schimbarea perspectivei sovietice, ducând la Glasnost și în cele din urmă la prăbușirea Uniunii Sovietice.
Spre sfârșitul lui 1982 s-a ajuns la un acord, și trupele americane, franceze și italiene de menținere a păcii, denumite Forța Multinațională din Liban, au îndepărtat peste 14.000 de combatanți OEP din țară în august și septembrie. Circa 6.500 de luptători Fatah s-au mutat din Beirut în Iordania, Siria, Irak, Sudan, Yemenul de Nord și cel de Sud, Grecia și Tunisia—ultima țară devenind noul sediu central al OEP. Philip Habib, trimisul lui Ronald Reagan în Liban, a dat asigurări OEP că civilii palestinieni din taberele de refugiați nu vor fi răniți. Pușcașii marini americani au plecat însă din Beirutul de Vest cu două săptămâni înainte de finalul mandatului oficial în urma atentatelor din 1983.
La 14 septembrie 1982, Bachir Gemayel, noul președinte al Libanului, a fost asasinat de Habib Shartouni din Partidul Socialist Naționalist Sirian. A doua zi, forțele israeliene au ocupat Beirutul de Vest. La acel moment, milițiile creștine libaneze, denumite falangiștii, erau aliați cu Israelul. Comandamentul israelian a autorizat pătrunderea unei forțe de circa 150 de combatanți falangiști în taberele de refugiați Sabra și Shatila, sisținând că acolo există o forță de aproximativ „2000 de teroriști OEP”. Rezultatul a fost masacrul de la Sabra și Shatila în care falangiștii au ucis 800 de civili. Între timp, trupele israeliene au înconjurat tabăra cu tancuri și puncte de control, monitorizând intrările și ieșirile. Ancheta israeliană efectuată de comisia Kahan a găsit că Ariel Șaron poartă „răspunderea personală” pentru că nu a prevenit masacrul, și că nu a acționat după ce a aflat că acesta a început, recomandând ca el să fie demis din funcția de ministru al apărării și să nu mai dețină un post oficial în niciun guvern israelian viitor. La început el a refuzat să demisioneze, dar a făcut-o după ce un protestatar pacifist a fost ucis, rămânând în guvernul Beghin ca ministru fără portofoliu.

## Consecințe

### Victime
Se estimează că circa 17.825 de libanezi au murit în timpul primului an de război, cu diverse estimări ale proporției victimelor din rândul civililor. Acest număr al victimelor civililor nu este numărul total al victimelor înregistrate între 1982-2000. Ziarul An Nahar din Beirut a estimat că doar în zona Beirutului în timpul conflictului au murit 5.515 oameni, militari și civili, în vreme ce 9.797 de soldați sirieni, militanți OEP și din alte forțe aliate cu OEP, precum și 2.513 civili au fost uciși în afara zonei Beirutului. Au murit circa 675 de soldați israelieni.
Samuel Katz și Lee E Russell, în lucrarea lor Armies in Lebanon 1982-84 estimează victimele după cum urmează:
- Israel - 368 morți și 2.383 răniți
- OEP - 1.500 morți, număr necunoscut de răniți și 8.000 prizonieri
- Siria - 1.200 morți, circa 3.000 de răniți și 296 prizonieri
- Liban - civili: 17.825 morți și aproximativ 30.000 de răniți.
- Străini - 1800 de străini din 26 de țări de pe cinci continente, bănuiți că se antrenau în tabăra de refugiați Ein el Hilweh de lângă Sidon, au fost luați prizonieri.

### Zona-tampon de securitate

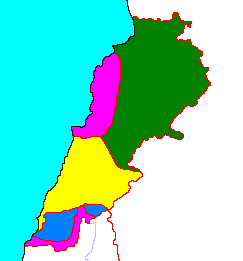
Hartă cu echilibrul puterii în Liban, 1983:
Verde - controlat de Siria,
Violet - controlat de grupări creștine,
Galben - controlat de Israel,
Albastru - controlat de ONU

În septembrie 1982, OEP și-a retras mare parte din forțele din Liban. Cu ajutor american, Israelul și Libanul au ajuns la un acord în mai 1983 prin care forțele israeliene urmau să se retragă din Liban, patrulând doar o zonă de securitate împreună cu armata libaneză. Acordul a fost însă denunțat în martie 1984 de Liban în urma presiunilor venite din partea Siriei.
În ianuarie 1985, Israelul a început să-și retragă mare parte din trupe, lăsând o mică forță israeliană și o miliție susținută de Israel (Armata Libanului de Sud) în sudul Libanului în zona de securitate pe care Israelul o considera o zonă-tampon necesară împotriva atacurilor îndreptate împotriva teritoriului său. Retragerea Israelului din zona de securitate a luat sfârșit în iunie 1985.

### Efecte în plan politic
La votul din Knesset, doar partidul Hadash s-a opus războiului (și a depus și o moțiune de cenzură împotriva guvernului). Parlamentarul Hadash Meir Vilner a declarat în plenul Knessetului că: „Guvernul conduce Israelul în prăpastie. Ceea ce face el acum va face ca generații întregi să jelească.” Ca răspuns, ei au fost acuzați de trădare, printre alții de editorii ziarului Yediot Ahronoth. Parlamentarii de stânga, inclusiv Shulamit Aloni și Yossi Sarid, au lipsit de la vot. Chiar și facțiunea laburistă a votat pentru. Până la jumătatea lui ianuarie 1983, Rabin spunea că tentativele israeliene de a impune Libanului cu forța un acord de pace este o „greșeală” bazată pe o „iluzie”.
Siria a susținut forțele OEP anti-Arafat conduse de Abu Musa în valea Beka începând cu mai 1983. Când Arafat a acuzat guvernul sirian de blocarea proviziilor OEP în iunie 1983, guvernul sirian l-a declarat pe Arafat persona non grata la 24 iunie 1983.
Pierderile mari în rândul israelienilor, acuzațiile de dezinformare a liderilor guvernului și a publicului israelian de către armată și de către susținătorii campaniei, precum și lipsa unui obiectiv clar a dus la nemulțumiri crescânde în rândul israelienilor. Aceasta a culminat cu un mare miting de protest la Tel Aviv, organizat de mișcarea Pace Acum, în urma masacrului de la Sabra și Shatila din 1982. Organizatorii au susținut că la miting au participat 400.000 de oameni și demonstrația a rămas denumită „mitingul celor 400.000”; alte estimări dau cifre mult mai mici.
În 2000, când Ehud Barak era premier al Israelului, această țară s-a retras în cele din urmă din zona de securitate până la Linia Albastră. Libanul și Hezbollah continuă să revendice o mică zonă denumită Fermele Shebaa ca fiind teritoriu libanez, dar Israelul insistă că acesta este teritoriu sirian ocupat, cu același statut ca și Înălțimile Golan. ONU nu a stabilit statutul final al Fermelor Shebaa dar a constatat că Israelul a respectat rezoluția 425 a CS al ONU. Secretarul general a arătat că, la 16 iunie 2000, Israelul se retrăsese din Liban în conformitate cu rezoluția 425 din 1978, încheind invazia din 1982 din punctul de vedere al Națiunilor Unite.